# Dionisis Chiotis
Dionisis Chiotis (gr. Διονύσης Χιώτης, ur. 4 czerwca 1977 w Atenach) – grecki piłkarz grający na pozycji bramkarza.

## Kariera klubowa
Karierę piłkarską Chiotis rozpoczął w klubie z AEK Ateny. W 1994 roku awansował do kadry pierwszej drużyny, ale pełnił rolę rezerwowego dla Eliasa Atmatsidisa. W greckiej ekstraklasie zadebiutował sezonie 1997/1998, ale był to wówczas jego jedyny mecz w tamtym sezonie. Latem 1998 roku został wypożyczony do Ethnikosu Pireus. W sezonie 1998/1999 Ethnikos zajął ostatnie miejsce i spadł do drugiej ligi. W kolejnym sezonie Chiotis występował w AO Proodeftiki, z którym również zaliczył spadek do Beta Ethniki. W 2000 roku wrócił do AEK-u i występował naprzemiennie z Atmatzidisem, a następnie z Chrisostomosem Michailidisem i Włochem Stefano Sorrentino. W 2002 roku wywalczył z AEK-iem Puchar Grecji. W klubie tym grał do lata 2007, a następnie przeszedł do drugoligowej Kerkyry z wyspy Korfu, w której występował przez jeden sezon.
Latem 2008 roku Chiotis odszedł do cypryjskiego APOEL-u Nikozja. Tam stał się pierwszym bramkarzem wygrywając rywalizację o miejsce w składzie z Michalisem Morfisem i Macedończykiem Janem Nikołowskim. W 2009 roku wywalczył mistrzostwo Cypru, a latem wywalczył awans do fazy grupowej Ligi Mistrzów. W sezonach 2010/2011, 2012/2013, 2013/2014 i 2014/2015 także zostawał mistrzem kraju. Zdobył też dwa Puchary Cypru w 2014 i 2015.
Latem 2015 Chiotis przeszedł do AO Trikala.
| Sezon   | Klub            | Kraj   | Rozgrywki     | Mecze | Bramki |
| ------- | --------------- | ------ | ------------- | ----- | ------ |
| 1997/98 | AEK Ateny       | Grecja | Alpha Ethniki | 1     | 0      |
| 1998/99 | Ethnikos Pireus | Grecja | Alpha Ethniki | 17    | 0      |
| 1999/00 | AO Proodeftiki  | Grecja | Alpha Ethniki | 18    | 0      |
| 2000/01 | AEK Ateny       | Grecja | Alpha Ethniki | 3     | 0      |
| 2001/02 | AEK Ateny       | Grecja | Alpha Ethniki | 17    | 0      |
| 2002/03 | AEK Ateny       | Grecja | Alpha Ethniki | 28    | 0      |
| 2003/04 | AEK Ateny       | Grecja | Alpha Ethniki | 7     | 0      |
| 2004/05 | AEK Ateny       | Grecja | Alpha Ethniki | 18    | 0      |
| 2005/06 | AEK Ateny       | Grecja | Alpha Ethniki | 5     | 0      |
| 2006/07 | AEK Ateny       | Grecja | Alpha Ethniki | 5     | 0      |
| 2007/08 | AO Kerkyra      | Grecja | Alpha Ethniki | 25    | 0      |
| 2008/09 | APOEL Nikozja   | Cypr   | Division A    | 28    | 0      |
| 2009/10 | APOEL Nikozja   | Cypr   | Division A    | 23    | 0      |
| 2010/11 | APOEL Nikozja   | Cypr   | Division A    | 27    | 0      |
| 2011/12 | APOEL Nikozja   | Cypr   | Division A    | 17    | 0      |
| 2012/13 | APOEL Nikozja   | Cypr   | Division A    | 5     | 0      |
| 2013/14 | APOEL Nikozja   | Cypr   | Division A    | 2     | 0      |
| 2014/15 | APOEL Nikozja   | Cypr   | Division A    | 11    | 0      |
| 2015/16 | AO Trikala      | Grecja | Beta Ethniki  |       |        |

## Kariera reprezentacyjna
20 listopada 2002 roku Chiotis zaliczył swoje jedyne spotkanie w reprezentacji Grecji, zremisowane 0:0 z reprezentacją Irlandii.